# حزقيال صالح ماناسيه

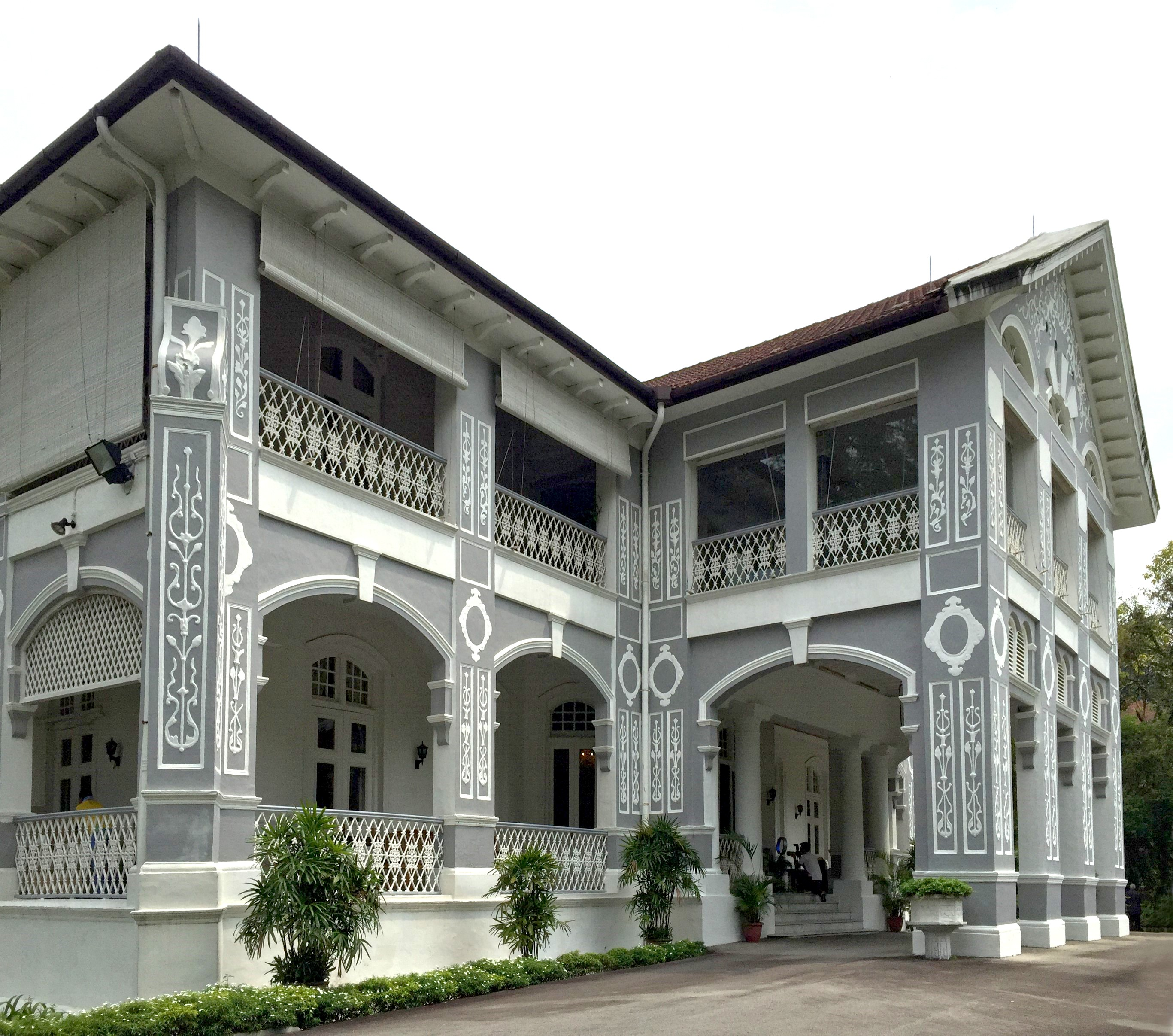
قاعة عدن, سنغافورة

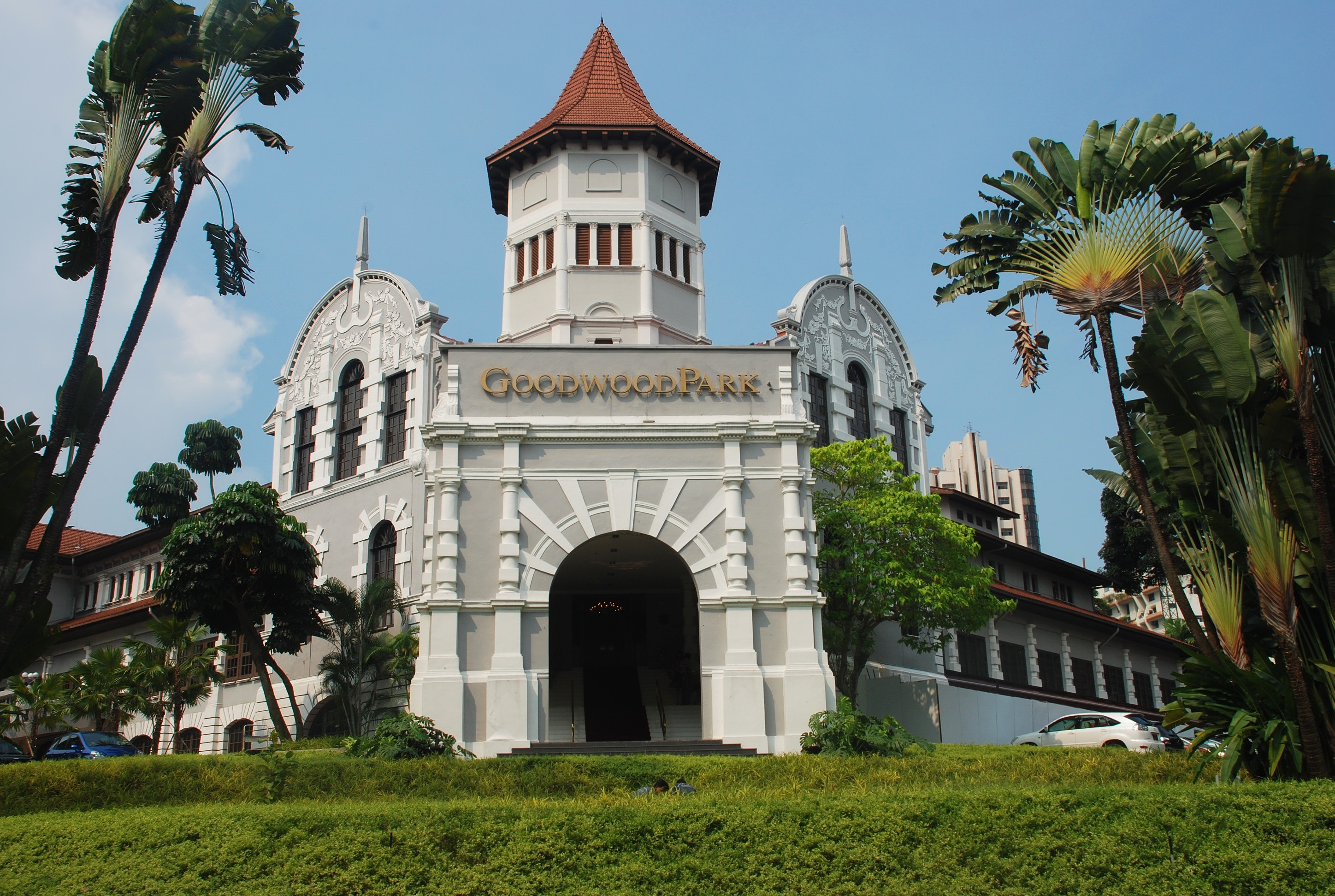
فندق غودوود بارك

حزقيال صالح ماناسيه (توفي في 19 أيار / مايو 1944) أحد تجار الأرز والأفيون السنغافوريين وصاحب فندق من أصل يهودي عراقي، شارك في تأسيس فندق غودوود بارك في سنغافورة مع إخوته موريس وإليس. خلال فترة الأحتلال الياباني، تم إرسال ماناسيه إلى سجن شانغي حيث توفي في عام 1944. تم بناء قاعة عدن كمنزل له في عام 1904، وهو الآن المقر الرسمي للمفوض السامي البريطاني في سنغافورة.

## في وقت مبكر الحياة
ولد حزقيال صالح ماناسيه في كلكتا، أبن صالح ماناسيه، مؤسس و مالك ص. ماناسيه وشركائه (الأرز الخيش وتجار الأفيون) التي تأسست في كلكتا في عام 1883.
في عام 1885، والده في ص. ماناسيه وشركائه في شراكة مع شاول يعقوب ناثان، وبعد وفاته تم أستبداله من قبل أرملته السيدة ص ماناسيه، وأنضم موريس صالح ماناسيه، حزقيال صالح ماناسيه و روبن ماناسيه جميعهم إلى الشراكة.

## المهنية
ماناسيه، تاجر أرز وأفيون, كان قد أنشأ قاعة عدن في عام 1904 لتصميم من تصميمه أ. ج. بيدويل, الذي صمم أيضاً فندق رافلس و فندق غودوود بارك. والذي هو الآن المقر الرسمي للمفوض السامي البريطاني في سنغافورة.
في عام 1918، بعد نهاية الحرب العالمية الأولى وهزيمة ألمانيا، باعت الحكومة البريطانية ما كان نادي تيوتونيا بالمزاد العلني لأخوة ماناسيه (موريس، حزقيال وإيلياس) ، الذين أعادوا تسميته قاعة غودوود وتحويله إلى فندق غودوود. أستمر ماناسيه في أن يكون المالك الثالث حتى وفاته.
في 1924-1925، بنى ماناسيه أرقام 1 و3 و5 شارع نادي. في الثلاثينيات، كان رئيس نادي سنغافورة العشب. أمينًا لـ كنيس ماغاين ابوث.

## الحياة الشخصية
كان ماناسيه: متزوجاً ولدان من إحدى زوجاته، فيفيان ومولي باث. ذهب ربيبه فيفيان إلى معسكر العمل في جزيرة هوكايدو.
عندما تم الاستيلاء على سنغافورة من قبل اليابانيين في عام 1942، تم إرسال ماناسيه إلى سجن شانغي، وتوفي هناك في 19 مايو 1944 في مستشفى السجن في شارع سايم.
ابن أخيه هو المهندس ليونارد ماناسيه، ولد في قاعة عدن في عام 1916.